# Hèlix alfa

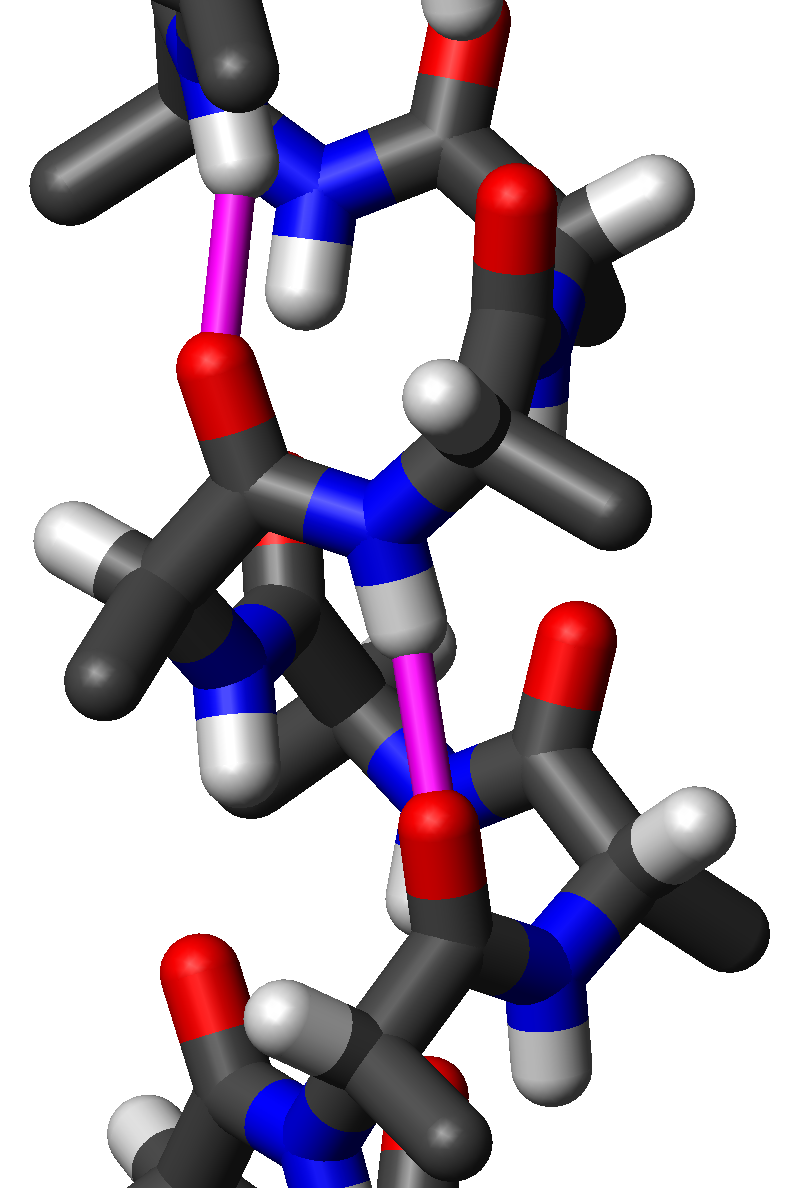
Vista lateral a nivell atòmic de residus d'alanina d'una hèlix α En color fúcsia, estan ressaltats dos ponts d'hidrogen, que separen l'oxigen i l'hidrogen per 2 Å. La proteïna va cap amunt, és a dir, té l'extrem amino a dalt i l'extrem carboxílic a baix. Al dibuix s'hi representa com els oxígens (de vermell) assenyalen cap amunt mentre que els grups –NH (de blau) ho fan cap avall.

L'hèlix alfa, o hèlix α (alpha helix en anglès), és el motiu principal de l'estructura secundària de les proteïnes. És una estructura enrotllada en una espiral dextrogira, en què cada grup N-H d'un aminoàcid n pot establir un enllaç pont d'hidrogen amb el grup C=O de l'aminoàcid n+4 de la mateixa cadena peptídica. Sovint aquesta estructura també s'anomena hèlix alfa de Pauling-Corey-Branson. És important constatar que de tots els tipus d'estructures locals de les proteïnes, l'hèlix α és la més regular, a més de ser la més predominant, i la que té la seqüència més previsible.

## Història

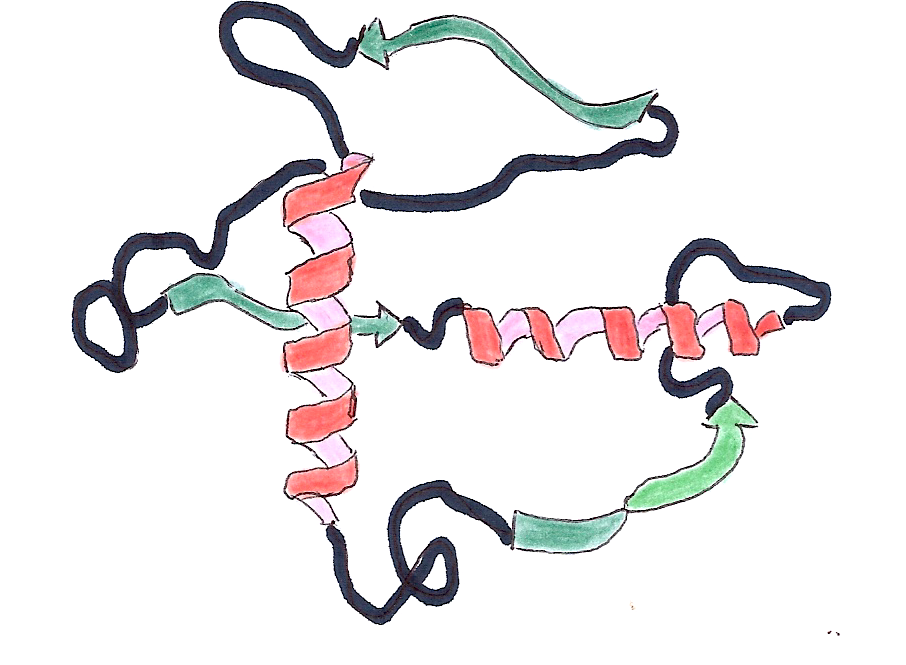
Representació esquemàtica d'una proteïna. Es mostren de color vermell les hèlixs alfa dextrogires, i de color verd els plans beta.

Ja als anys trenta, l'anglès William Astbury detectà canvis dràstics en les fibres de difracció de raigs X sobretot en fibres de llana humida, que s'allargaven de manera considerable. Les dades deixaven entreveure que les molècules s'estructuraven en forma d'espiral, repetint-se l'estructura cada 5,1 ångströms (0,51nm).
Astbury, inicialment, cregué que les molècules s'ordenaven formant rínxols; però després d'investigar amb altres científics (entre els quals cal destacar el químic americà Maurice Huggins), proposà que:
- les molècules d'una proteïna no sotmesa a tibament tendeixen a formar una hèlix l'estructura de la qual anomenem forma- α;
- mentre que tibar-la provoca que aquesta proteïna es desenrotlli, quedant així en un estat estès, que anomenem forma- β.

Malgrat les incorreccions que Astbury va cometre a l'hora d'explicar els detalls de la seva tesi, avui en dia sabem que les idees bàsiques que proposà són correctes. De fet, defineixen d'una manera general les estructures secundàries de les proteïnes, que ell després anomenaria hèlix α i full β. Després, l'any 1951, científics com Linus Carl Pauling, Robert Corey i Herman Branson van investigar exhaustivament sobre l'estructura del full β. Aquests estudis varen servir per observar que les formes levogira (l'hèlix es cargola en sentit contrari a les agulles del rellotge) i dextrogira (es cargola en el sentit de les agulles del rellotge) són igualment comunes. El 1960, però, altres observacions de l'estructura cristal·lina de la mioglobina mostraren que la forma dextrogira predomina clarament sobre la levogira.
L'austríac Hans Neurath va ser el primer a demostrar que els raonaments que Astbury havia donat a nivell aminoacídic per explicar la forma de l'hèlix α eren incorrectes. Per fer-ho, es va centrar en el fet que les explicacions de l'anglès involucraven que hi hagués xocs entre els àtoms de la molècula. Val a dir que tant les tesis de Neurath com les investigacions d'Astbury varen inspirar H. S. Taylor Maurice Huggins, Maurice Huggins i William Bragg juntament als seus col·laboradors per presentar models estructurals de la creatina que s'assemblaven força al model estructural de l'hèlix α.
Podem destacar dos avenços claus per poder desenvolupar models de l'hèlix α. En primer lloc, la determinació correcta de la geometria d'enllaç, gràcies a la cristal·lització d'aminoàcids i de pèptids, així com de la predicció de Pauling de la forma planar dels enllaços peptídics. I en segon lloc, el refús de la idea que hi hagi un nombre intrínsec de residus per cada hèlix α. El moment crucial arribà a la primavera de 1948, quan Pauling es refredà i va haver de quedar-se una setmana fent llit. Avorrit, començà a dibuixar una cadena polipeptídica en un full de paper. Després, va doblegar-lo en forma d'hèlix, tot tenint cura de mantenir plans els enllaços peptídics. Després de diversos intents, aconseguí fer un model en què es plasmaven físicament els ponts d'hidrogen de la molècula. Durant els següents mesos, Pauling va estar treballant amb els científics Corey i Branson per tal de confirmar la seva hipòtesi abans de publicar-la. Finalment, l'any 1954, Linus Pauling va ser guardonat amb el Premi Nobel de química “per les seves investigacions sobre la naturalesa de l'enllaç químic i les seves aplicacions per clarificar l'estructura de les substàncies complexes” (com ara les proteïnes), entre les que cal subratllar l'estructura de l'hèlix α.

## Estructura

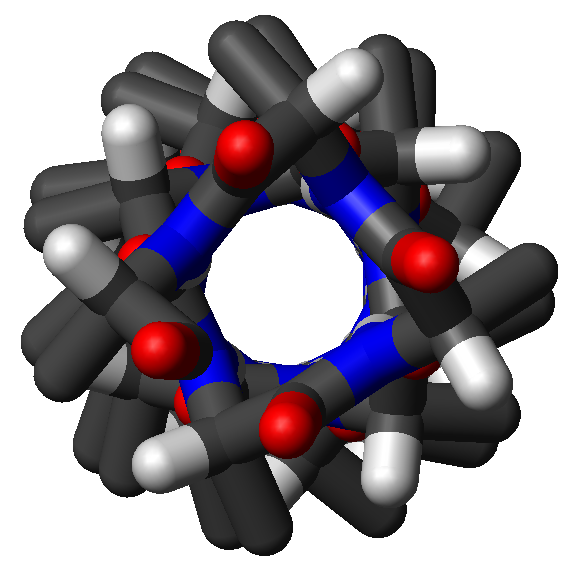
Vista d'ocell de la mateixa hèlix α mostrada abans. S'hi veuen quatre grups carboxil estan apuntant cap a l'espectador. Estan separats per uns 100° respecte del cercle, és a dir, 3,6 residus aminoacídics per cada gir de l'hèlix.

### Geometria i pont d'hidrogen
Els aminoàcids de l'hèlix α estan organitzats en una estructura helicoidal dextrogira en què cada residu aminoacídic correspon amb un gir de 100° en l'hèlix. Per tant, en cada volta (360°) de l'estructura trobarem 3,6 residus. Al llarg de l'eix de l'hèlix, trobem un residu cada 1,5 Å (0,15nm). De vegades, podem trobar petites parts d'hèlix levogira donada la presència d'un alt contingut de l'aminoàcid glicina, el carboni del qual és aquiral. Aquestes parts, però, són biològicament desfavorables, ja que la resta d'aminoàcids estan en llur forma dextrogira.
El grau de l'hèlix alfa (la distància vertical entre dues voltes consecutives de l'hèlix) val 5,4 Å (0,54 nm), resultat que surt de multiplicar 1,5 per 3,6. Cal donar importància al fet que els grups N-H facin un enllaç tipus pont d'hidrogen amb el grup C=0 de l'aminoàcid que es troba quatre posicions més enllà de la cadena ({\displaystyle i+4\rightarrow i}). Aquesta repetició en la formació dels ponts és la característica més destacable de l'hèlix α.
La nomenclatura oficial internacional especifica les normes per definir l'hèlix α. La norma 6.2, per exemple, parla sobre la repetició de la torsió dels angles, que anomenem φ,ψ. La 6.3, per la seva banda, fa referència al nombre de ponts d'hidrogen que trobem a la cadena.
Contrast de les vistes dels extrems de les hèlixs tipus α (quadrat) i 310 (triangular). Podem identificar l'hèlix α d'una proteïna mitjançant mètodes informàtics, com ara el DSSP (Dictionary of Protein Secondary Structure- Diccionari de l'Estructura Secundària de les Proteïnes).

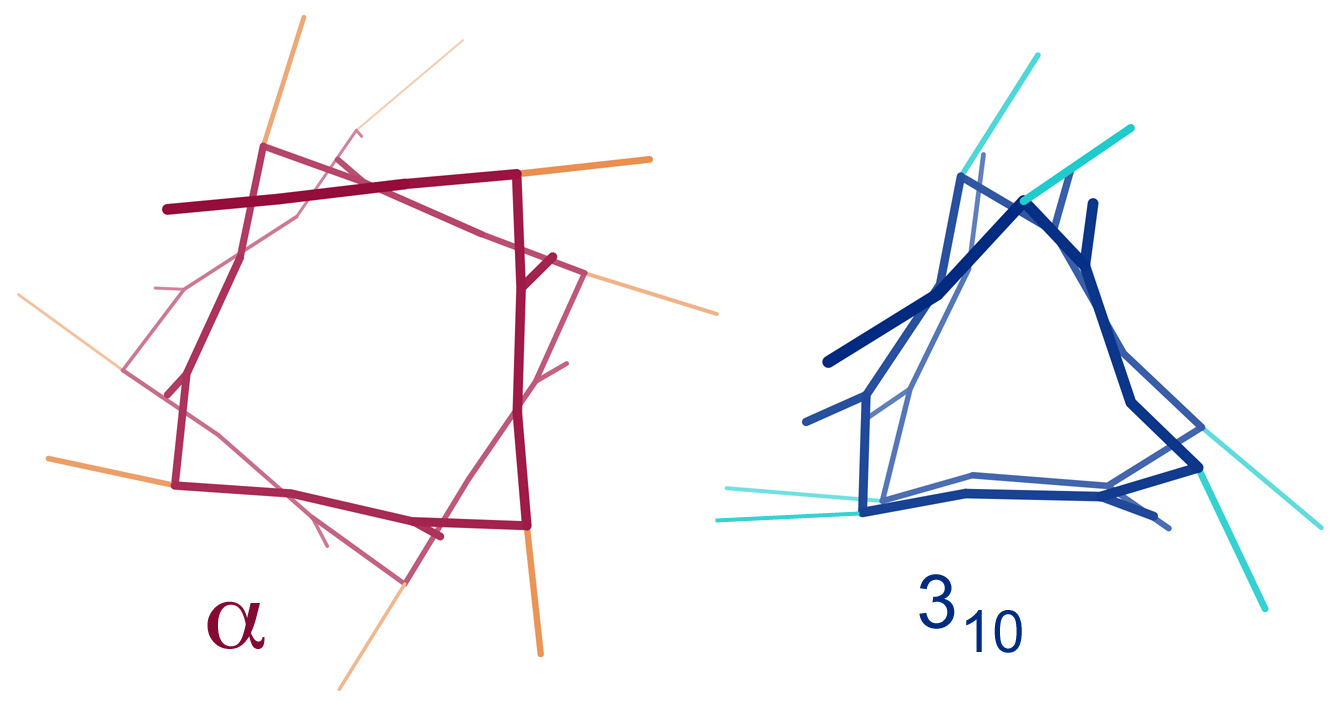
Contrast de les vistes dels extrems de les hèlixs tipus α (quadrat) i 3_{10} (triangular)

Hi ha altres estructures secundàries de les proteïnes que tenen una estructura semblant a la de l'hèlix α, com ara l'hèlix 310, els pont d'hidrogen dels quals es formen segons {\displaystyle i+3\rightarrow i}; o bé l'hèlix π, en què els enllaços d'hidrogen responen a un patró de tipus {\displaystyle i+5\rightarrow i}. També podem descriure l'hèlix α com a hèlix 3,613, ja que en l'espai i+4 s'afegeixen tres àtoms d'hidrogen més al llaç de la cadena que en l'estructura de l'hèlix 310, la qual és més estreta. Els subíndexs determinen el nombre d'àtoms (incloent-hi els hidrògens) que hi ha al llaç format pels ponts d'hidrogen.

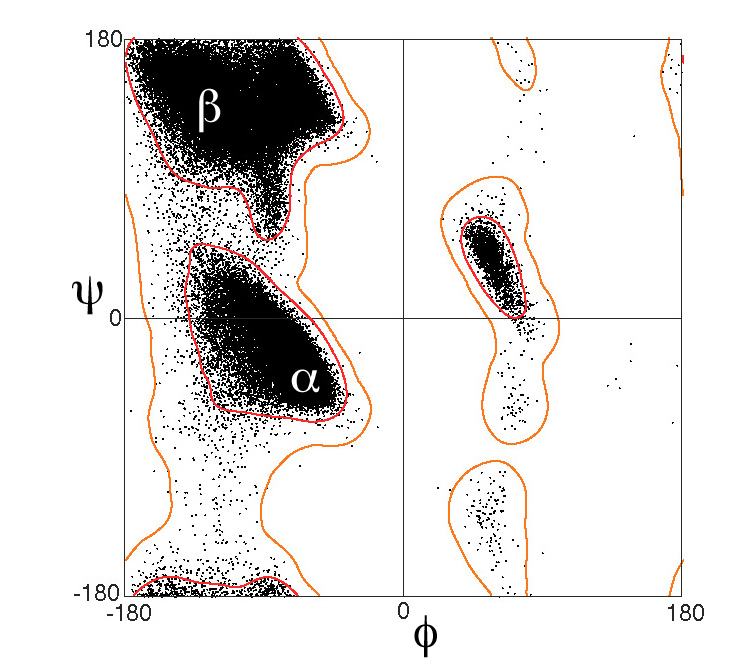
Diagrama de Ramachandran (eixos φ,ψ), que mostra punts que corresponen a residus d'una hèlix α. El cúmul dens de punts a sota i a l'esquerra del centre, al voltant del mínim d'energia per a la formació de la columna.

Els residus de l'hèlix α acostumen a adoptar angles díedres (-60°, -45°) al voltant de la columna, tal com es mostra a la imatge de la dreta. En termes generals, es podria dir que l'angle díedre ψ d'un residu i l'angle díedre φ del residu següent sumen al voltant de -105°. En conseqüència, els angles díedres de l'hèlix α tendeixen a caure en una franja diagonal al diagrama de Ramachandran (del pendent 1), anant des de (-90°, -15°) fins a (-35°, -70°). Comparant-los, observem que la suma dels angles díedres per a una hèlix 310 val al voltant de -75°, mentre que per a una hèlix π val -130° aproximadament. La fórmula general que determina la rotació dels angles Ω per residu per a qualsevol hèlix polipeptídica amb isòmers trans ve donada per l'equació
{\displaystyle 3\cos \Omega =1-4\cos ^{2}\left[\left(\phi +\psi \right)/2\right]}
L'hèlix α està empaquetada molt atapeïdament, de manera que amb prou feines hi ha espai lliure dins l'hèlix. A més, les cadenes aminoacídiques laterals queden a la part externa de l'hèlix α, mirant cap avall de la cadena (cap a l'extrem aminoterminal), tal com ho fan les fulles dels arbres perennes (efecte arbre de Nadal). Sovint, aquesta direccionalitat s'utilitza per determinar la direcció de la columna de la proteïna, mitjançant mapes de densitat electrònica de baixa resolució.

### Diagrames bidimensionals per a representar les hèlixs alfa
Principalment, existeixen dos diagrames dimensionals per representar les hèlixs α. El primer s'anomena “roda helicoide”, i l'altre es coneix com a “diagrama de wenxiang”. Aquest últim rep aquest nom perquè s'assembla a un encens de forma espiral que s'utilitza a la Xina per repel·lir els mosquits. En xinès s'escriu 蚊香.
Al diagrama de wenxiang, cada residu aminoacídic està representat per un cercle amb una lletra per tal d'indicar el seu codi característic individual. Així, a un residu hidròfob se'l marcarà amb un cercle ple i un símbol de color blanc. Per contra, un residu hidròfil es denotarà amb un cercle obert i un símbol de color negre. En tant que representació bidimensional, el diagrama de wenxiang té els següents trets: 
1. És capaç de mostrar la localització relativa dels aminoàcids de l'hèlix α sense tenir en compte com n'és de llarg.
2. És capaç d'indicar-nos la direcció de l'hèlix α
3. Ens dona informació sobre cadascun dels residus aminoacídics que constitueixen l'hèlix α.

Amb aquests trets, el diagrama de wenxiang ens proporciona un dibuix 2D fàcilment visible que ens caracteritza la disposició dels residus hidròfobs i hidròfils en la cadena de l'hèlix α. És, a més, particularment útil a l'hora d'estudiar les hèlixs amfipàtiques en moltes proteïnes.

### Estabilitat
El nombre de residus de les hèlixs observades a les proteïnes oscil·la entre quatre i quaranta, tot i que una hèlix típica acostuma a tenir-ne deu (unes tres voltes). Normalment, els polipèptids més curts no exposen gaires hèlixs α quan es troben en dissolució. Això és perquè el cost entròpic associat al plegament de la cadena polipeptídica no es veu prou compensat per les interaccions d'estabilització que pateix. En general, es considera que els ponts d'hidrogen que trobem a l'hèlix α són lleugerament més febles que els que hi ha al pla β. Els primers, a més, de seguida són atacats per les molècules d'aigua que hi ha al seu entorn. Malgrat això, en ambients més hidrofòbics com ara el plasma sanguini, o en presència d'un cosolvent com el trifluoroetanol (TFE), o bé quan es troba aïllat de solvents en fase gasosa, els oligopèptids adopten ràpidament una estructura estable de l'hèlix α. Un altre punt que caldria destacar és que als pèptids se'ls poden incorporar reticulacions (crosslinks en anglès) per tal d'estabilitzar conformacionalment els plegaments de l'hèlix. Aquestes reticulacions estabilitzen l'hèlix mitjançant una desestabilització entròpica de l'estat de no plegament, o bé a través de l'eliminació entàlpicament dels plegaments estables (que anomenem esquer) que competeixen amb el conjunt de l'hèlix.

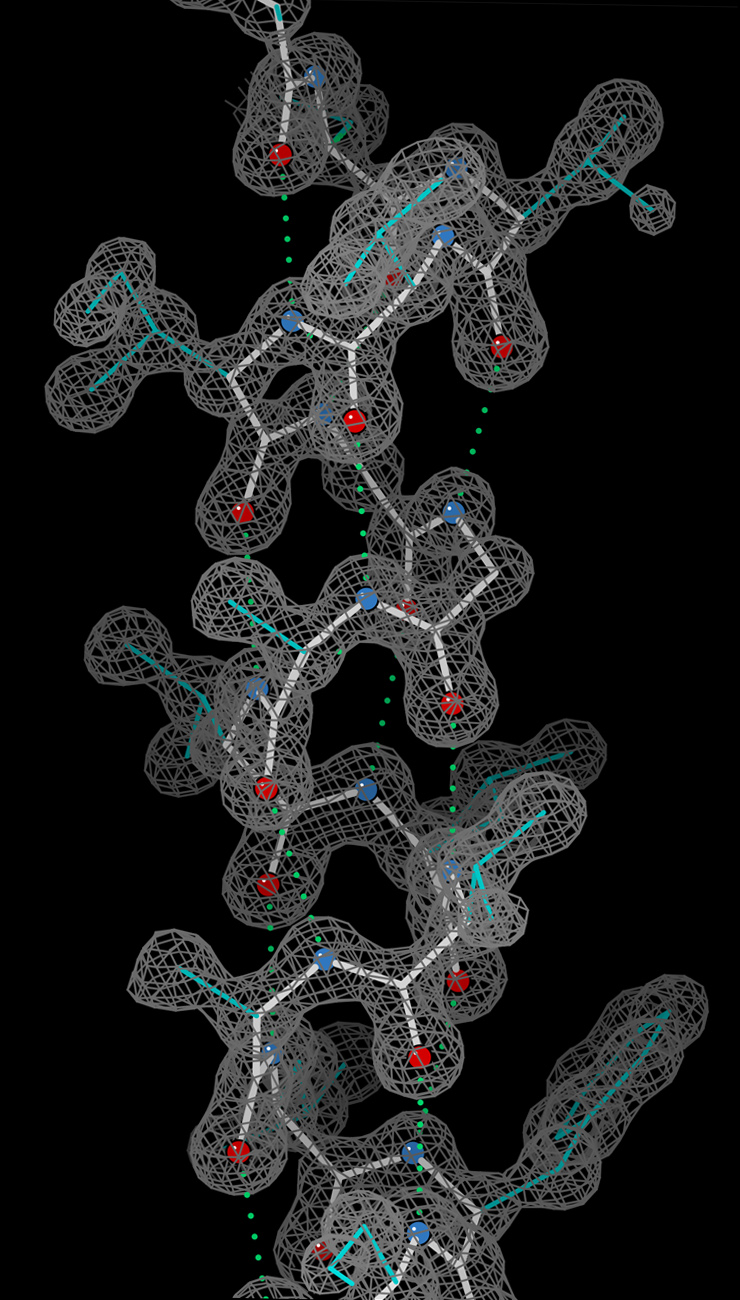
Hèlix alfa en una ultraresolució de contorn de densitat electrònica, amb els àtoms d'oxigen en vermell, els de nitrogen en blau i els ponts d'hidrogen amb línies de punts verdes.

## Determinació experimental
La cristal·lografia de raigs X amb resolució atòmica és, sense cap dubte, el mètode experimental que ens permet evidenciar l'estructura d'hèlix alfa amb més claredat. Això es deu al fet que l'estructura helicoide de l'hèlix alfa està definida essencialment pels seus ponts d'hidrogen i la seva conformació bàsica. És evident que els oxígens dels carbonils de la base estan orientats cap avall, cap al carboni terminal, però que s'obren lleugerament. D'altra banda, els ponts d'hidrogen són gairebé paral·lels a l'eix de l'hèlix.
Les estructures proteiques provinents d'espectroscòpia NMR també permeten diferenciar bé les hèlixs, amb observacions característiques de NOE (Nuclear Overhauser Effect) d'aparellaments entre àtoms en voltes helicoides adjacents. En alguns casos, a través de l'NMR es poden arribar a percebre directament els ponts d'hidrogen com petits aparellaments escalars.
Hi ha, però, altres mètodes amb menys resolució que permeten assignar una estructura general d'hèlix. Els canvis químics de NMR, en particular els dels carbonis α, β, i altres, i aparellaments dipolars dels residus són sovint també característics de les hèlixs.
També és idiosincràtic l'espectre circular de dicroisme far-UV (170-250nm). Aquest, exhibeix un doble mínim pronunciat a aproximadament 208 i 222nm. Per determinar l'estructura d'hèlix, rarament s'utilitza l'espectroscòpia infraroja, ja que l'espectre de l'hèlix α s'assembla a la de l'espiral fortuïta, tot i que aquesta es pot diferenciar per exemple a través de l'intercanvi d'hidrogen per deuteri.
Finalment, la microscopia crioelectrònica és capaç de distingir hèlixs α individuals dins d'una proteïna, tot i que la seva identificació dins de residus és encara una àrea activa d'investigació.

## Propencitats aminoacídiques
No totes les seqüències aminoacídiques són igualment presents a l'hora de formar estructures que continguin hèlix α. Els aminoàcids més propensos a formar-ne estructures són: la metionina, l'alanina, la leucina, el glutamat sense càrrega i la lisina. ("MALEK" en el codi d'una lletra per designar aminoàcids). En canvi, la prolina i la glicina són molt poc propenses a formar-ne. La prolina és l'encarregada de trencar o corbar l'hèlix α. Això és degut al fet que la prolina no pot formar un pont d'hidrogen amida, perquè no té cap hidrogen amida, i a més presenta diversos impediments estèrics amb la base de la volta anterior, la qual cosa suposa un doblegament d'aproximadament 30° a l'eix de l'hèlix. De tota manera, la prolina és sovint el primer residu d'una hèlix, probablement gràcies a la seva rigidesa estructural. A l'altre extrem trobem la glicina, que també trenca les hèlixs, però això es deu a la seva alta flexibilitat conformacional, ja que la fa entròpicament “cara” d'utilitzar per formar l'estructura relativament constreta d'hèlix α.

## Moment dipolar
L'hèlix té un moment dipolar total a conseqüència de l'efecte conjunt de tots els dipols individuals que provenen dels grups carbonils de l'enllaç peptídic de l'eix de l'hèlix. Això pot provocar la desestabilització de l'hèlix a través defectes entròpics. Com a resultat, i per tal de neutralitzar el dipol de l'hèlix, les hèlixs α són sovint tapades a l'extrem aminoterminal amb un aminoàcid carregat negativament, com l'àcid glutàmic. Menys comú i menys efectiu és el cobriment de l'extrem carboxiloterminal amb un aminoàcid positiu com ara la lisina. La càrrega positiva del N-terminal és utilitzada freqüentment per unir lligands carregats negativament com grups fosfats, que poden ser especialment efectius gràcies al fet que les amides centrals poden fer el paper de donadors de ponts d'hidrogen.

## Unions a més gran escala

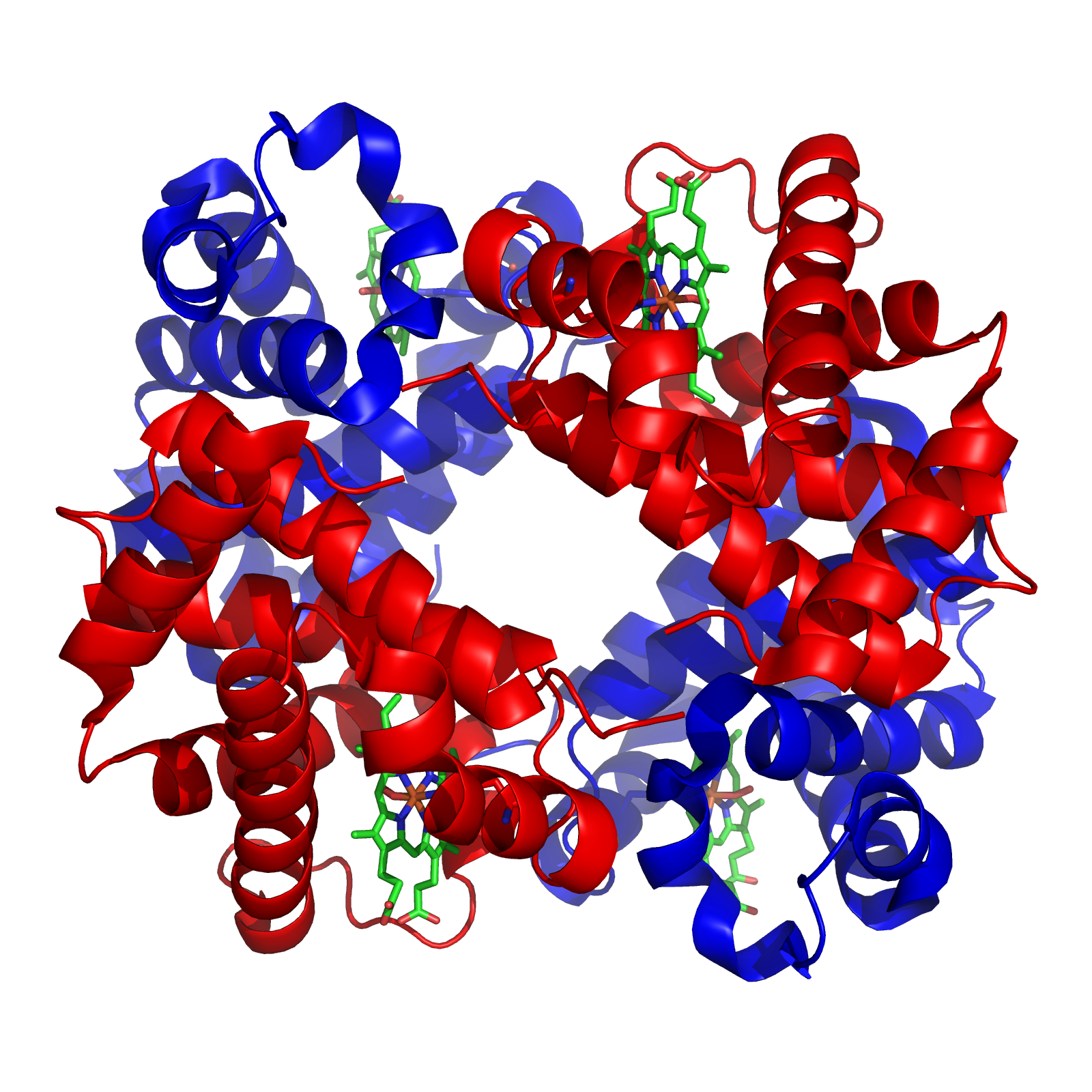
La molècula d'hemoglobina té quatre subunitats enllaçades per un grup hemo, cadascuna d'elles està formada, en gran part, per hèlix alfa.

Les primeres estructures que es van determinar a través de la cristal·lografia de raigs-X van ser les de la mioglobina i l'hemoglobina. Aquestes dues proteïnes tenen un plegament molt similar. Les dues tenen aproximadament un 70% de l'estructura formada per hèlix i la resta són regions no repetitives o “loops” que connecten les hèlixs. La classificació estructural de proteïnes té una gran base de dades amb una categoria específica per a totes les α-proteïnes.
Les hèlixs α en forma d'espiral cargolada (coiled coil en anglès) són formes estables en les quals dues o més hèlixs s'enrotllen una al voltant de l'altra formant una estructura de “supercargol”. Aquestes estructures consisteiexen en una seqüència amb un motiu que es repeteix cada set residus, i que es coneix pel nom de repetició heptad. El primer i especialment el quart residu, coneguts com a posicions a i d, són gairebé sempre hidrofòbics (el quart residu és generalment una leucina) i es troben conjuntament a l'interior de l'hèlix. En general, el cinquè i el setè residu, les posicions e i g, tenen càrregues contràries i formen un pont salí estabilitzat per interaccions electroestàtiques. Les proteïnes fibroses com per exemple la queratina i la miosina, així com algunes proteïnes dimeritzades, adopten sovint estructures en forma d'espiral cargolada. Un parell d'espirals cargolades, és a dir, un conjunt de quatre hèlixs alfa, és una sanefa estructural molt freqüent en algunes proteïnes com l'hormona de creixement humana i algunes varietats de citocrom. La proteïna Rop, que promou la replicació dels plasmidis en els bacteris, és un cas interessant en què un sol polipèptid forma una estructura d'espiral cargolda i dos d'aquests monòmers formen un conjunt de quatre hèlixs.
Els aminoàcids que formen part d'una hèlix en particular poden ser situats sobre una roda helicoide, una representació que il·lustra les orientacions dels aminoàcids constituents. Sovint, en proteïnes globulars, però també en estructures especialitzades com les espirals cargolades i cremalleres de leucina (leucine zippers), una hèlix alfa pot mostrar dues “cares”: Una en què predominen els aminoàcids hidrofòbics orientats cap a l'interior de la proteïna, cap al nucli hidrofòbic; i l'altra que conté predominantment aminoàcids polars orientats cap al solvent, la superfície exposada de la proteïna.

## Funcions

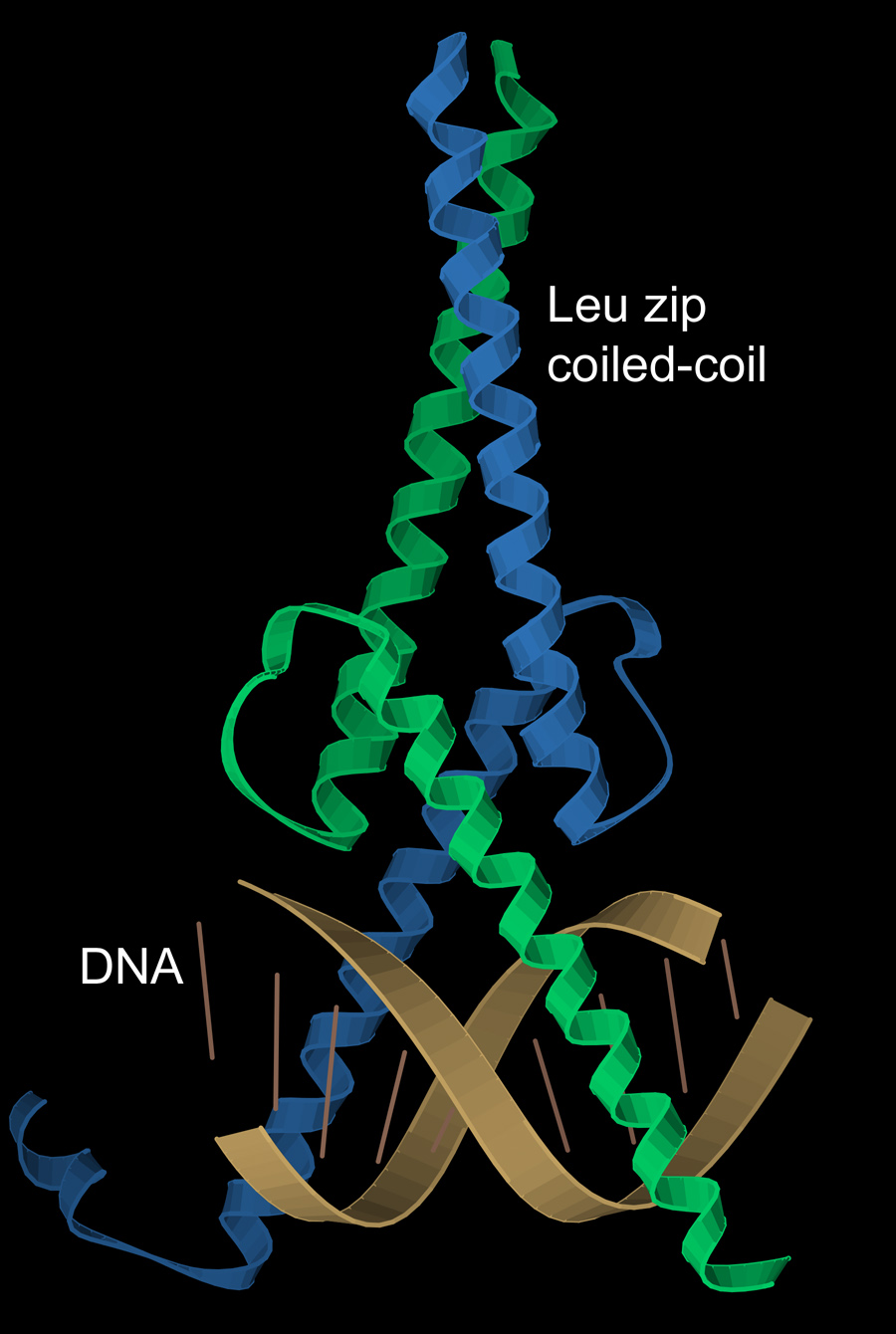
Hèlixs d'espiral cargolada amb cremalleres de leucina i hèlixs que lliguen l'ADN: Fator de transcripció Max

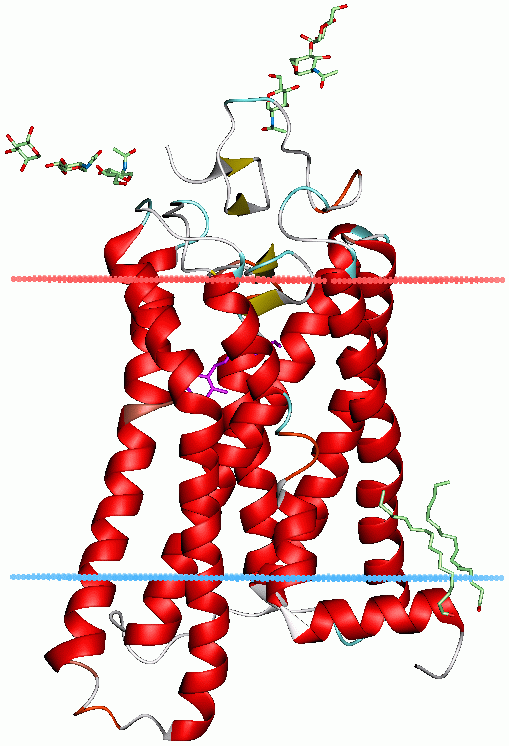
Rodopsina bovina, amb un grup de set hèlix travessant la membrana (la superfície de la membrana està marcada per línies horitzontals.

### Lligar l'ADN
Les hèlixs α tenen una importància especial pel que fa als motius d'associació a l'ADN, incloent motius hèlix-volta-hèlix, cremalleres de leucines i dits de zinc. Això és a causa del fet que el diàmetre de l'hèlix alfa és de 1.2 nanòmetres, mida que correspon a l'amplada de la ranura més gran en ADN en forma-B. Un altre motiu és que els dímers d'espirals cargolades o les cremalleres de zinc poden crear ràpidament un parell de superfícies d'interacció per contactar amb la repetició de tipus simètrica que és comuna en les dobles cadenes d'ADN. Un exemple d'ambdós aspectes és el factor de transcripció Max, que utilitza una estructura d'espiral cargolada per formar dímers, posicionant un altre parell d'hèlixa per la interacció en dues voltes successives de la ranura principal d'ADN.

### Estendre la membrana
Les hèlixs α també són unes estructures molt freqüents de les proteïnes que travessen la membrana biològica. Aquesta afirmació es presumeix a partir del fet que l'estructura helicoide pot satisfer internament la columna de tots els ponts d'hidrogen, no deixant cap grup polar al descobert o exposat cap a la membrana si les cadenes laterals són hidròfobes. Les proteïnes estan ancorades, de vegades, per una sola hèlix que estén la membrana, altres vegades per dues i, fins i tot, per un conjunt d'hèlixs que consisteixen, habitualment, set hèlixs distribuïdes cap amunt i cap avall en un anell com en les rodopsines o les parelles de receptors de la proteïna G (GPCRs).

### Propietats mecàniques
Les hèlixs α, sota una deformació per tensió axial (una condició que apareix en molts filaments i teixits amb hèlixs alfa), donen lloc a un comportament trifàsic de dur-tou-dur. La fase I correspon al règim de poca deformació durant el qual l'hèlix és estirada homogèniament. Tot seguit trobem la fase II en la qual les voltes d'hèlix alfa es trenquen per la ruptura dels enllaços d'hidrogen. La fase III està associada típicament a una gran deformació per l'estirament d'enllaços covalents.

## Trets dinàmics
Les hèlixs α en proteïnes pot ser que tinguin un moviment de baixa freqüència que recorda a un acordió. Això va ser observat per l'espectroscòpia Raman i analitzat a través d'un model quasi-continuum.

## Transició de l'hèlix espiral
Els homopolímers d'aminoàcids, com la poli-lisina, poden adoptar una estructura d'hèlix α a temperatures baixes, que es “fon” a temperatures altes. Es va creure que aquesta transició de l'hèlix espiral era anàloga a la desnaturalització proteica. Els mecanismes estadístics poden ser modelats utilitzant un mètode molt elegant, una matriu transferida, caracteritzada per dos paràmetres: la propensió d'iniciar una hèlix i la propensió d'allargar-la.

## L'hèlix alfa i l'art
Almenys tres artistes han fet una referència explícita a l'hèlix alfa en la seva obra. Julie Newdoll en pintura i Julian Voss-Andreae i Bathsheba Grossman en escultura. Julie Newdoll és una artista de l'àrea de San Francisco que té el títol en Microbiologia, s'ha especialitzat en pintures inspirades per imatges microscòpiques i molècules des del 1990. La seva pintura "Rise of the Alpha Helix" (2003) tracta figures humanes ordenades en una estructura d'hèlix alfa. Segons l'artista, <les flors reflecteixen els diferents tipus de cadenes laterals que cada aminoàcid ensenya al món>. És interessant notar que aquesta mateixa metàfora també rep suport des del punt de vista científic: <Els plans beta no mostren una forta i repetitiva regularitat sinó que flueixen graciosament, i fins i tot l'hèlix alfa és regular en la manera d'un ram de flors, els nodes ramificats del qual mostren la influència del medi ambient i l'evolució de cada part per relacionar-se amb la seva funció idiosincràtica>.
Julian Voss-Andreae és un escultor d'origen alemany amb títols en física experimental i escultura. Des del 2001, Voss-Andreae crea “escultures de proteïnes" basades en les estructures proteiques, tenint l'hèlix α com una de les seves preferides. Voss-Andreae ha fet estructures hèlix alfa a partir de diferents materials entre els quals es troben el bambú i arbres sencers. En memòria de Linus Pauling, el descobridor de l'hèlix alfa, Voss-Andreae va crear el 2004 una estructura en forma d'hèlix alfa a partir d'una biga d'acer. Aquesta escultura de tres metres i color vermell intens es troba a Portland, Oregon, davant de la casa on Pauling va viure d'infant.
Els diagrames de Ribbon d'hèlix alfa són un element prominent en les escultures proteiques de cristall gravades amb làser que crea Bathsheba Grossman, així com les escultures d'insulina, hemoglobina i ADN polimerasa.